# Women's Equality Day

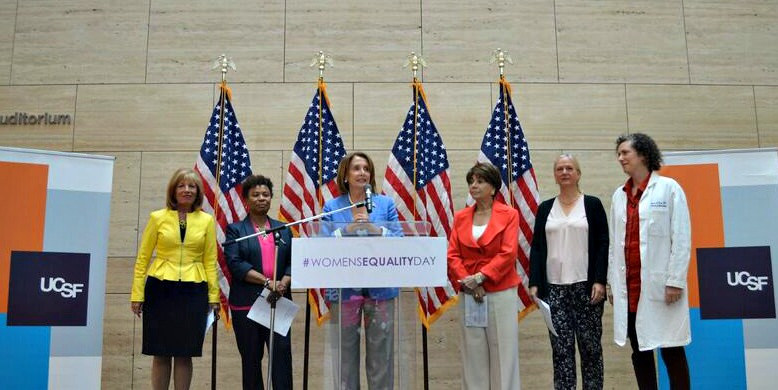
Nancy Pelosi, Anna Eshoo, Barbara Lee e Jackie Speier nel 96º anniversario del 19° emendamento della Costituzione, quando le donne ottennero il diritto di voto.

Il Women's Equality Day (Giornata dell'uguaglianza delle donne) è celebrato negli Stati Uniti il 26 agosto per commemorare l'adozione nel 1920 del XIX emendamento della Costituzione degli Stati Uniti, che vieta agli Stati e al governo federale di negare il diritto di voto ai cittadini degli Stati Uniti sulla base del sesso. Fu celebrato per la prima volta nel 1971, designato dal Congresso nel 1973, e viene proclamato ogni anno dal Presidente degli Stati Uniti.

## Storia
La data fu scelta per commemorare il giorno in cui nel 1920 il Segretario di Stato Bainbridge Colby firmò il proclama che garantiva alle donne americane il diritto di voto costituzionale. Nel 1971, in seguito allo Women's Strike for Equality a livello nazionale (Sciopero delle donne per l'uguaglianza) del 1970, e di nuovo nel 1973, mentre continuavano le battaglie sul Equal Rights Amendment, la deputata Bella Abzug di New York introdusse una risoluzione per designare il 26 agosto come Women's Equality Day.
Nel 1972, il presidente Richard Nixon emise il Proclama 4147, che designava il 26 agosto 1972 come "Women's Rights Day" e fu la prima proclamazione ufficiale della Women's Equality Day. Il 16 agosto 1973 il Congresso approvò la H.J. Res. 52, che stabiliva che il 26 agosto sarebbe stato designato come Women's Equality Day e che "il Presidente è autorizzato e invitato a emanare un proclama in commemorazione di quel giorno del 1920 in cui alle donne in America fu garantito per la prima volta il diritto di voto". Lo stesso giorno, il Presidente Nixon emise il Proclama 4236 per la Women's Equality Day, che in parte iniziava così: "La lotta per il suffragio femminile, tuttavia, è stata solo il primo passo verso la piena ed equa partecipazione delle donne alla vita della nostra nazione. Negli ultimi anni abbiamo fatto altri passi da gigante attaccando la discriminazione sessuale attraverso le nostre leggi e aprendo nuove strade verso pari opportunità economiche per le donne. Oggi, praticamente in ogni settore della nostra società, le donne danno un contributo importante alla qualità della vita americana. Eppure resta ancora molto da fare".
A partire dal 2021, ogni presidente dopo Richard Nixon ha emesso un proclama ogni anno designando il 26 agosto come Women's Equality Day.

### Altre feste in onore delle donne
- Rosa Parks Day (4 febbraio / 1 dicembre)
- National Girls and Women in Sports Day (un giorno prima settimana di febbraio)
- Susan B. Anthony Day (15 febbraio)
- Giornata internazionale della donna, (8 marzo)
- Harriet Tubman Day (10 marzo)
- Festa della mamma, Stati Uniti (seconda domenica di maggio)
- Helen Keller Day (27 giugno)